# Porticato di San Giovanni

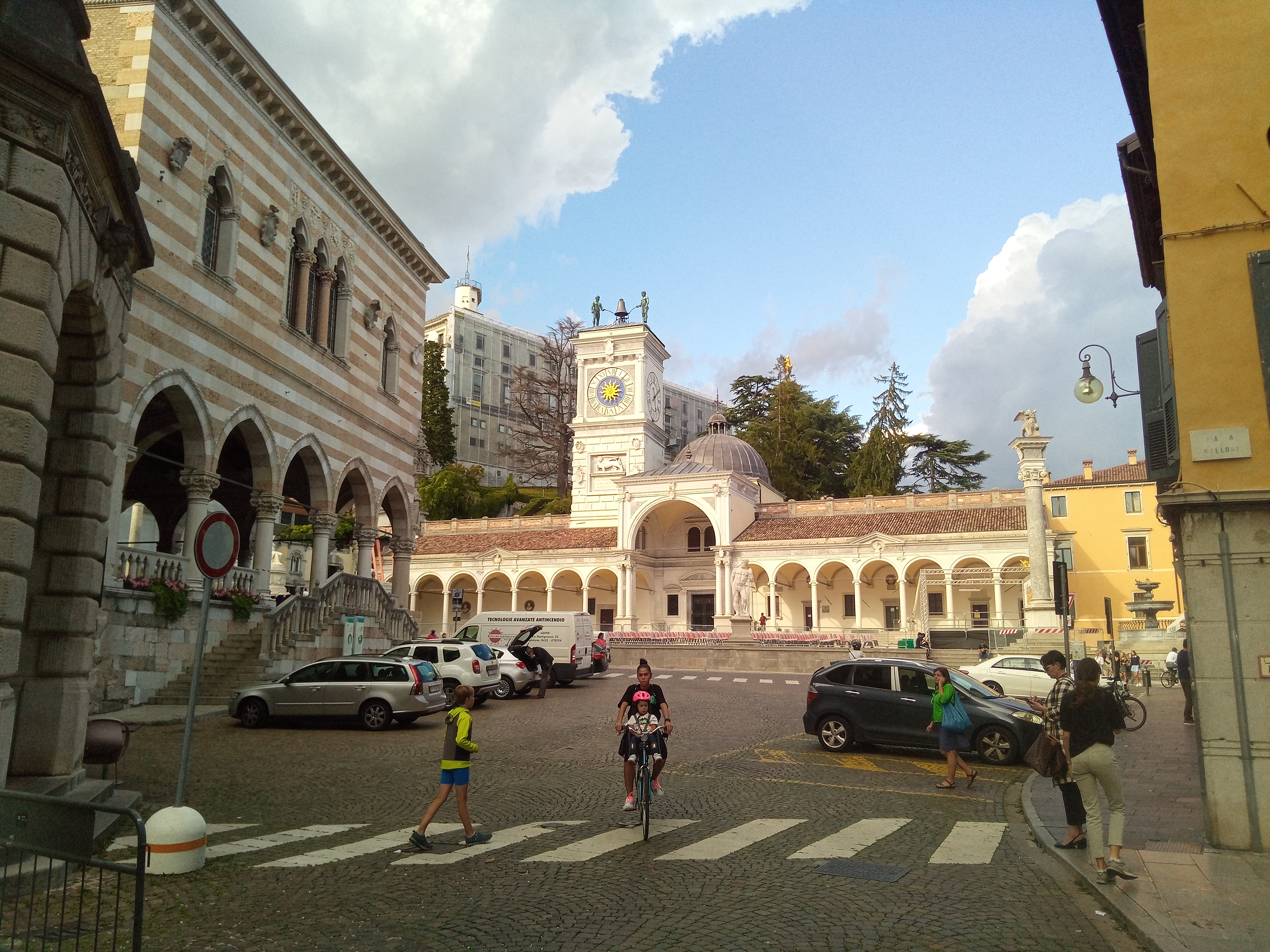
La loggia da piazza Libertà

Il Porticato, o loggia, di San Giovanni fa parte dei monumenti storici in Piazza Libertà a Udine.

## Storia
Inizialmente, in Piazza Libertà era presente la Chiesa di San Giovanni che, dopo il terremoto del 1511, fu demolita e ristrutturata dall'architetto lombardo Bernardino da Morcote. Oltre a ricostruire la chiesa Bernardino da Morcote disegnò il porticato e la Loggia omonima rifacendosi vagamente allo stile di Brunelleschi.
Bernardino da Morcote dovette affrontare varie difficoltà sul piano urbanistico, perché la nuova Loggia e la chiesa dovevano appoggiarsi alla Torre dell'orologio già esistente e consentire la salita al castello.
La chiesa, originariamente pubblica, fu utilizzata come Camera fiscale, cancelleria e archivio (trasferitovi nel 1565). Con il dominio austriaco fu trasformata in un posto di guardia. In questo periodo gli archivi vennero chiusi con un cancello di ferro e ponendovi all'esterno due cannoni, che vennero tolti nel 1882 a spese dei privati e del comune di Udine.
La Loggia, dopo anni di abbandono, fu completamente ristrutturata nella seconda metà dell'Ottocento, tornando allo splendore iniziale. Nel 1917 gli austriaci occuparono Udine dopo la disfatta di Caporetto e ripristinarono la loggia di san Giovanni come "Corpo di guardia"; il 3 novembre 1918 Udine fu liberata dal dominio austriaco.

Raimondo D'Aronco nel 1921, progettò la ristrutturazione della chiesa, trasformandola in Pantheon dei Caduti della prima guerra mondiale: i lavori terminarono nel dicembre del 1926.

## Struttura

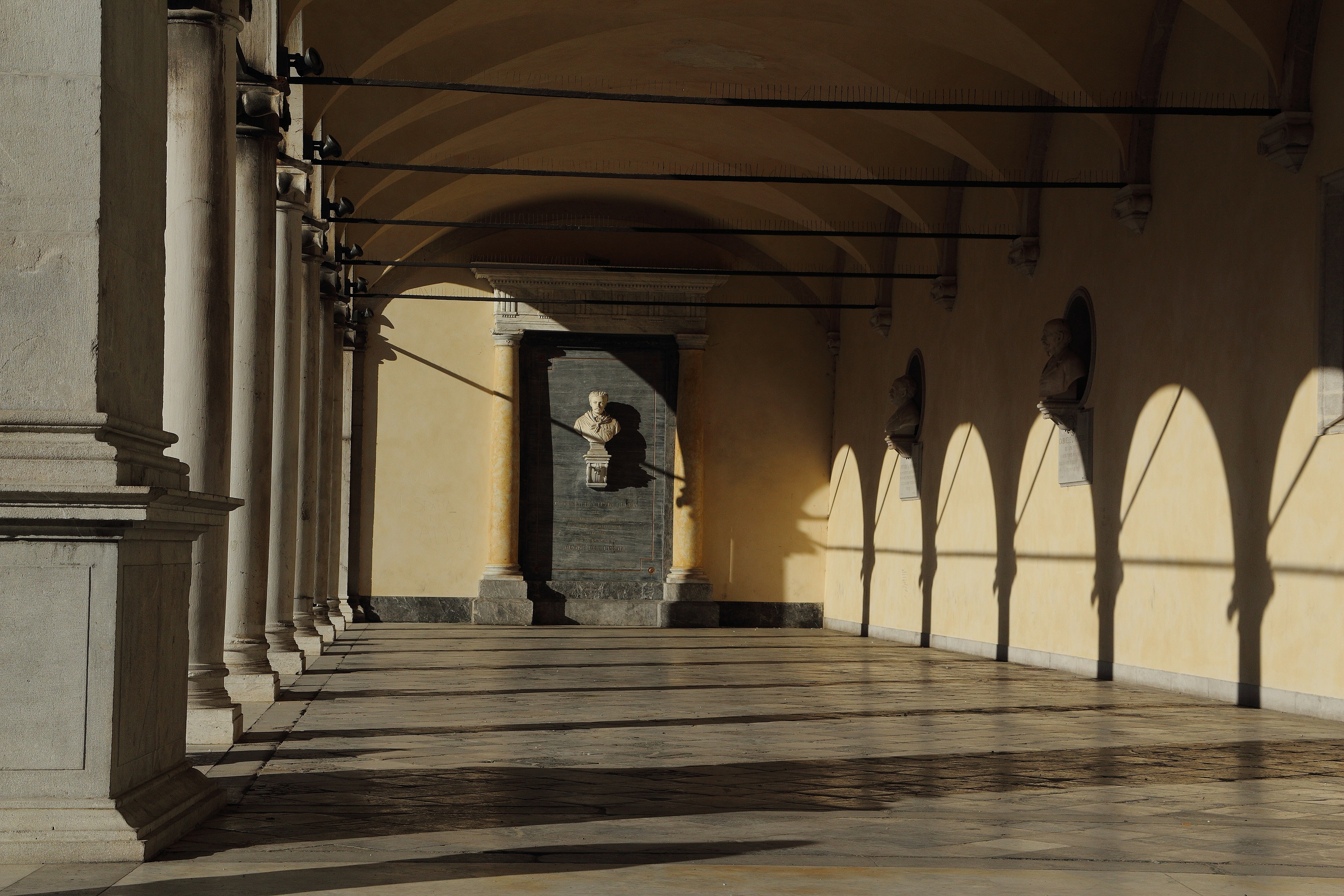
L'ala sinistra della loggia

Situato in Piazza Libertà sul lato ovest sotto la torre dell'orologio, il porticato di San Giovanni è costituito da un colonnato con al centro un arco di trionfo dal quale si accede al Tempio dei Caduti.
All'interno, sotto la cupola, si trovano una statua ad opera di Aurelio Mistruzzi che raffigura la "Vittoria" ed un affresco di Enrico Miani. Il cancello che chiude l'ingresso del tempietto è stato realizzato da Alberto Calligaris.
All'ala destra del colonnato sono presenti i busti dei Luogotenenti Pietro Capello (1566) e Carlo Corner (1587) con iscrizioni e la porta d'ingresso dell'archivio. Alla fine del porticato è presente una meridiana risalente al 1798. Essa è costituita da un sole realizzato in bronzo con all'interno un foro: con l'equinozio di primavera e di autunno, i raggi del sole indicano delle iscrizioni sul pavimento (DECRETO SEPTEMVIRIVM / UTINENSIVM MDCCXCVIII). Nell'ala sinistra invece si trovano tre busti di Giovanni Battista Cella (1881), Antonino di Prampero, Gabriele Luigi Pecile.